# 狸藻科
狸藻科（学名：Lentibulariaceae）多年生沉水或漂浮之雙子葉植物，該科植物共有4屬，170種，全世界均有分布，為相當普遍之捕蟲植物。在中國或台灣，該科草本植物有2屬19 種，無根性，冬芽不明顯，捕蟲囊通常生於葉片上，如台灣之黃花狸藻、挖耳草。
四萼狸藻屬與雙瓣狸藻屬曾經是狸藻科下的二個屬，目前已經將這二個屬併入狸藻屬內。狸藻科先前是分類為玄參目下的一個科，而APG分類法主張應將玄參目下的科合併至唇形目內。

## 屬
- 螺旋狸藻屬（Genlisea）
- 捕蟲堇屬（Pinguicula）
- 狸藻屬（Utricularia）